# HD137239
HD137239 — хімічно пекулярна зоря спектрального класу A0, що має видиму зоряну величину в смузі V приблизно  9,2.
Вона  розташована на відстані близько 1782,3 світлових років від Сонця.

## Пекулярний хімічний склад
Зоряна атмосфера HD137239 має підвищений вміст 
Si
.